# Alexis Cruz
Alexis Cruz (ur. 29 września 1974 w Nowym Jorku) – amerykański aktor telewizyjny i filmowy pochodzenia portorykańskiego.

## Życiorys
Dorastał w nowojorskim Bronksie wraz z młodszym bratem Erikiem (ur. 1985) i przyrodnią siostrą. Jego matka Julia była scenarzystką. Po ukończeniu New York High School for Performing Arts, studiował na wydziale niezależnych technik teatralnych z zakresu reżyserii i produkcji na Boston University w Bostonie w stanie Massachusetts.
Po raz pierwszy trafił na szklany ekran w reklamie w języku hiszpańskim The Cheese & Macaroni i sitcomie NBC Bill Cosby Show (The Cosby Show, 1985) z Billem Cosby. Dwa lata później zadebiutował na kinowym ekranie w komedii romantycznej Podrywacz artysta (The Pick-up Artist, 1987) u boku Roberta Downeya Jr., Dennisa Hoppera, Harveya Keitela i Vanessy Williams.
Po występie w dramacie Rooftops (1989) i telewizyjnej adaptacji powieści Ernesta Hemingwaya Stary człowiek i morze (The Old Man and the Sea, 1990) z Anthony Quinnem, wystąpił w programie rozrywkowym dla dzieci Jima Hensona Ulica Sezamkowa (Sesame Street, 1990-91).
Popularność zdobył kreacją Skaary w filmie fantasy Rolanda Emmericha Gwiezdne wrota (Stargate, 1994) i serialu spin-off Gwiezdne wrota (Stargate SG-1, 1997-2003).
Serca telewidzów podbił również jako anioł Rafael w serialu CBS Dotyk anioła (Touched by an Angel, 1997-2003). Pojawił się także gościnnie w serialach: NBC Ostry dyżur (ER, 1995), ABC Nowojorscy gliniarze (NYPD Blue, 2000), CBS Kryminalne zagadki Las Vegas (CSI: Crime Scene Investigation, 2004) i CBS Rekin (Shark, 2006-2007) z Jamesem Woodsem i Jeri Ryan.